# Älskar, älskar inte (film, 1995)
Älskar, älskar inte är en svensk dramafilm från 1995 i regi av Mikael Hylin.

## Handling
Patrik är stridsflygare, han och Mia älskar varandra djupt och innerligt. Framtiden verkar ljus tills han bryter nacken i en olycka. När han inser att han är förlamad för livet blir han arg och vresig och gör slut med Mia. Men sakta får han lära sig att leva med sin funktionsnedsättning och att det finns viktigare saker än att flyga flygplan.

## Rollista
| Thomas Hanzon      | – Patrik                    |
| Camilla Lundén     | – Mia                       |
| Mats Långbacka     | – Kjell                     |
| Martina Uusma      | – Nora                      |
| Polki Nordström    | – Lövis                     |
| Marika Lagercrantz | – Mias mamma                |
| Suzanne Reuter     | – Gunilla, Patriks terapeut |
| Peter Andersson    | – kapten Henrik             |
| Patrik Larsson     | – Erik                      |
| Erika Höghede      | – Irma                      |
| Per Grytt          | – Agenten                   |
| Iwa Boman          | – Sjuksköterska             |
| Viktoria Tolstoy   | – (sig själv)               |

## Om filmen
Älskar, älskar inte, som hade premiär 27 oktober 1995, utspelar sig delvis i flygvapenmiljö innehållande flygscener med Saab 37 Viggen.
Filmen handlar om hur man klarar av en livskris när man blir förlamad. Amerikanen Clay Lacy flög den Learjet varifrån de många luftscenerna filmades kring F 7 Såtenäs. Andra scener filmades från en kamerautrustad SK 37 samt från en SK 60 med Alf Ingesson-Thor som pilot.